# 1999年のワールドシリーズ
1999年の野球において、メジャーリーグベースボール（MLB）優勝決定戦の第95回ワールドシリーズ（だい95かいワールドシリーズ、95th World Series）は、10月23日から27日にかけて計4試合が開催された。その結果、ニューヨーク・ヤンキース（アメリカンリーグ）がアトランタ・ブレーブス（ナショナルリーグ）を4勝0敗で下し、2年連続25回目の優勝を果たした。
両リーグの最高勝率球団どうしがシリーズで対戦するのは、1995年の地区シリーズ導入以降では、同年以来4年ぶり。両チームのシリーズでの対戦は、1996年以来3年ぶり4回目である。そのシリーズ第3戦から続くヤンキースのワールドシリーズ連勝記録は、今シリーズ全勝によって12に伸びた。これは、1927年初戦から1932年最終戦にかけてのヤンキースに並ぶ、史上最長タイ記録である。シリーズMVPには、第2戦を除く3試合の救援登板全てでイニングをまたいで交代完了を記録し、4.2イニングで1勝2セーブ・防御率0.00という成績を残したヤンキースのマリアノ・リベラが選出された。

## 両チームの過去の対戦
過去94回のシリーズのなかで、ヤンキースとブレーブスの対戦は3度ある。最初の対戦は1957年で、このときはブレーブスが4勝3敗でヤンキースを下した。翌1958年と1996年は、いずれもヤンキースが制した。1950年代の2度の対戦時は、ブレーブスはジョージア州アトランタではなくウィスコンシン州ミルウォーキーを本拠地にしていた。
1997年から始まったレギュラーシーズン中のインターリーグでは、3年間で計10試合が組まれており、その結果は5勝5敗の五分である。この年は7月15日から17日にかけて、ヤンキースの本拠地ヤンキー・スタジアムで3連戦が行われ、ブレーブスが2勝1敗で勝ち越した。今シリーズは史上初めて、レギュラーシーズンで実現したカードの再戦となった。ブレーブスのケビン・ミルウッドは、この3連戦の結果を踏まえ「優勝のチャンスは十分にあると思う」と自信をのぞかせた。

## 試合結果
1999年のワールドシリーズは10月23日に開幕し、途中に移動日を挟んで5日間で4試合が行われた。日程・結果は以下の通り。
| 日付                                                     | 試合  | ビジター球団（先攻）     | スコア | ホーム球団（後攻）       | 開催球場             | 開催球場                                 |
| -------------------------------------------------------- | ----- | ------------------------ | ------ | ------------------------ | -------------------- | ---------------------------------------- |
| 10月23日（土）                                           | 第1戦 | ニューヨーク・ヤンキース | 4－1   | アトランタ・ブレーブス   | ターナー・フィールド | ターナー・フィールドヤンキー・スタジアム |
| 10月24日（日）                                           | 第2戦 | ニューヨーク・ヤンキース | 7－2   | アトランタ・ブレーブス   | ターナー・フィールド | ターナー・フィールドヤンキー・スタジアム |
| 10月25日（月）                                           |       | 移動日                   | 移動日 | 移動日                   |                      | ターナー・フィールドヤンキー・スタジアム |
| 10月26日（火）                                           | 第3戦 | アトランタ・ブレーブス   | 5－6x  | ニューヨーク・ヤンキース | ヤンキー・スタジアム | ターナー・フィールドヤンキー・スタジアム |
| 10月27日（水）                                           | 第4戦 | アトランタ・ブレーブス   | 1－4   | ニューヨーク・ヤンキース | ヤンキー・スタジアム | ターナー・フィールドヤンキー・スタジアム |
| 優勝：ニューヨーク・ヤンキース（4勝0敗 / 2年ぶり25度目） |       |                          |        |                          |                      | ターナー・フィールドヤンキー・スタジアム |

### 第1戦 10月23日
- ターナー・フィールド（ジョージア州アトランタ）

|                          | 1 | 2 | 3 | 4 | 5 | 6 | 7 | 8 | 9 | R | H | E |
| ------------------------ | - | - | - | - | - | - | - | - | - | - | - | - |
| ニューヨーク・ヤンキース | 0 | 0 | 0 | 0 | 0 | 0 | 0 | 4 | 0 | 4 | 6 | 0 |
| アトランタ・ブレーブス   | 0 | 0 | 0 | 1 | 0 | 0 | 0 | 0 | 0 | 1 | 2 | 2 |

1. 勝利：オーランド・ヘルナンデス（1勝）
2. セーブ：マリアノ・リベラ（1S）
3. 敗戦：グレッグ・マダックス（1敗）
4. 本塁打
ATL：チッパー・ジョーンズ1号ソロ
5. 審判
［球審］ランディ・マーシュ（NL）
［塁審］一塁: ロッキー・ロー（AL）、二塁: スティーブ・リプリー（NL）、三塁: デリル・カズンズ（AL）
［外審］左翼: ジェリー・デービス（NL）、右翼: ジム・ジョイス（AL）
6. 試合開始時刻: 東部夏時間（UTC-4）午後8時5分  試合時間: 2時間57分  観客: 5万1342人  気温: 49°F（9.4°C）
詳細: Baseball-Reference.com

| ニューヨーク・ヤンキース | ニューヨーク・ヤンキース | ニューヨーク・ヤンキース | ニューヨーク・ヤンキース | ニューヨーク・ヤンキース                                                                                                   | アトランタ・ブレーブス | アトランタ・ブレーブス | アトランタ・ブレーブス | アトランタ・ブレーブス | アトランタ・ブレーブス                                                                                            |
| ------------------------ | ------------------------ | ------------------------ | ------------------------ | --- | ---------------------- | ---------------------- | ---------------------- | ---------------------- | --- |
| 打順                     | 守備                     | 選手                     | 打席                     | O・ヘルナンデスJ・ポサダT・マルティ · ネスC・ノブロックS・ブロシアスD・ジーターR・レディB・ウィリアムスP・オニール（なし） | 打順                   | 守備                   | 選手                   | 打席                   | G・マダックスE・ペレスR・クレスコB・ブーンC・ジョーンズW・ワイスG・ウィリアムズA・ジョーンズB・ジョーダン（なし） |
| 1                        | 二                       | C・ノブロック            | 右                       | O・ヘルナンデスJ・ポサダT・マルティ · ネスC・ノブロックS・ブロシアスD・ジーターR・レディB・ウィリアムスP・オニール（なし） | 1                      | 左                     | G・ウィリアムズ        | 右                     | G・マダックスE・ペレスR・クレスコB・ブーンC・ジョーンズW・ワイスG・ウィリアムズA・ジョーンズB・ジョーダン（なし） |
| 2                        | 遊                       | D・ジーター              | 右                       | O・ヘルナンデスJ・ポサダT・マルティ · ネスC・ノブロックS・ブロシアスD・ジーターR・レディB・ウィリアムスP・オニール（なし） | 2                      | 二                     | B・ブーン              | 右                     | G・マダックスE・ペレスR・クレスコB・ブーンC・ジョーンズW・ワイスG・ウィリアムズA・ジョーンズB・ジョーダン（なし） |
| 3                        | 右                       | P・オニール              | 左                       | O・ヘルナンデスJ・ポサダT・マルティ · ネスC・ノブロックS・ブロシアスD・ジーターR・レディB・ウィリアムスP・オニール（なし） | 3                      | 三                     | C・ジョーンズ          | 両                     | G・マダックスE・ペレスR・クレスコB・ブーンC・ジョーンズW・ワイスG・ウィリアムズA・ジョーンズB・ジョーダン（なし） |
| 4                        | 中                       | B・ウィリアムス          | 両                       | O・ヘルナンデスJ・ポサダT・マルティ · ネスC・ノブロックS・ブロシアスD・ジーターR・レディB・ウィリアムスP・オニール（なし） | 4                      | 右                     | B・ジョーダン          | 右                     | G・マダックスE・ペレスR・クレスコB・ブーンC・ジョーンズW・ワイスG・ウィリアムズA・ジョーンズB・ジョーダン（なし） |
| 5                        | 一                       | T・マルティネス          | 左                       | O・ヘルナンデスJ・ポサダT・マルティ · ネスC・ノブロックS・ブロシアスD・ジーターR・レディB・ウィリアムスP・オニール（なし） | 5                      | 一                     | R・クレスコ            | 左                     | G・マダックスE・ペレスR・クレスコB・ブーンC・ジョーンズW・ワイスG・ウィリアムズA・ジョーンズB・ジョーダン（なし） |
| 6                        | 捕                       | J・ポサダ                | 両                       | O・ヘルナンデスJ・ポサダT・マルティ · ネスC・ノブロックS・ブロシアスD・ジーターR・レディB・ウィリアムスP・オニール（なし） | 6                      | 中                     | A・ジョーンズ          | 右                     | G・マダックスE・ペレスR・クレスコB・ブーンC・ジョーンズW・ワイスG・ウィリアムズA・ジョーンズB・ジョーダン（なし） |
| 7                        | 左                       | R・レディ                | 左                       | O・ヘルナンデスJ・ポサダT・マルティ · ネスC・ノブロックS・ブロシアスD・ジーターR・レディB・ウィリアムスP・オニール（なし） | 7                      | 捕                     | E・ペレス              | 右                     | G・マダックスE・ペレスR・クレスコB・ブーンC・ジョーンズW・ワイスG・ウィリアムズA・ジョーンズB・ジョーダン（なし） |
| 8                        | 三                       | S・ブロシアス            | 右                       | O・ヘルナンデスJ・ポサダT・マルティ · ネスC・ノブロックS・ブロシアスD・ジーターR・レディB・ウィリアムスP・オニール（なし） | 8                      | 遊                     | W・ワイス              | 両                     | G・マダックスE・ペレスR・クレスコB・ブーンC・ジョーンズW・ワイスG・ウィリアムズA・ジョーンズB・ジョーダン（なし） |
| 9                        | 投                       | O・ヘルナンデス          | 右                       | O・ヘルナンデスJ・ポサダT・マルティ · ネスC・ノブロックS・ブロシアスD・ジーターR・レディB・ウィリアムスP・オニール（なし） | 9                      | 投                     | G・マダックス          | 右                     | G・マダックスE・ペレスR・クレスコB・ブーンC・ジョーンズW・ワイスG・ウィリアムズA・ジョーンズB・ジョーダン（なし） |
| 先発投手                 | 先発投手                 | 先発投手                 | 投球                     | O・ヘルナンデスJ・ポサダT・マルティ · ネスC・ノブロックS・ブロシアスD・ジーターR・レディB・ウィリアムスP・オニール（なし） | 先発投手               | 先発投手               | 先発投手               | 投球                   | G・マダックスE・ペレスR・クレスコB・ブーンC・ジョーンズW・ワイスG・ウィリアムズA・ジョーンズB・ジョーダン（なし） |
| O・ヘルナンデス          | O・ヘルナンデス          | O・ヘルナンデス          | 右                       | O・ヘルナンデスJ・ポサダT・マルティ · ネスC・ノブロックS・ブロシアスD・ジーターR・レディB・ウィリアムスP・オニール（なし） | G・マダックス          | G・マダックス          | G・マダックス          | 右                     | G・マダックスE・ペレスR・クレスコB・ブーンC・ジョーンズW・ワイスG・ウィリアムズA・ジョーンズB・ジョーダン（なし） |

### 第2戦 10月24日
- ターナー・フィールド（ジョージア州アトランタ）

|                          | 1 | 2 | 3 | 4 | 5 | 6 | 7 | 8 | 9 | R | H  | E |
| ------------------------ | - | - | - | - | - | - | - | - | - | - | -- | - |
| ニューヨーク・ヤンキース | 3 | 0 | 2 | 1 | 1 | 0 | 0 | 0 | 0 | 7 | 14 | 1 |
| アトランタ・ブレーブス   | 0 | 0 | 0 | 0 | 0 | 0 | 0 | 0 | 2 | 2 | 5  | 1 |

1. 勝利：デビッド・コーン（1勝）
2. 敗戦：ケビン・ミルウッド（1敗）
3. 審判
［球審］ロッキー・ロー（AL）
［塁審］一塁: スティーブ・リプリー（NL）、二塁: デリル・カズンズ（AL）、三塁: ジェリー・デービス（NL）
［外審］左翼: ジム・ジョイス（AL）、右翼: ランディ・マーシュ（NL）
4. 試合開始時刻: 東部夏時間（UTC-4）午後8時5分  試合時間: 3時間14分  観客: 5万1226人  気温: 54°F（12.2°C）
詳細: Baseball-Reference.com

| ニューヨーク・ヤンキース | ニューヨーク・ヤンキース | ニューヨーク・ヤンキース | ニューヨーク・ヤンキース | ニューヨーク・ヤンキース                                                                                                 | アトランタ・ブレーブス | アトランタ・ブレーブス | アトランタ・ブレーブス | アトランタ・ブレーブス | アトランタ・ブレーブス |
| ------------------------ | ------------------------ | ------------------------ | ------------------------ | --- | ---------------------- | ---------------------- | ---------------------- | ---------------------- | --- |
| 打順                     | 守備                     | 選手                     | 打席                     | D・コーンJ・ジラルディT・マルティ · ネスC・ノブロックS・ブロシアスD・ジーターR・レディB・ウィリアムスP・オニール（なし） | 打順                   | 守備                   | 選手                   | 打席                   | K・ミルウッドG・マイヤーズR・クレスコK・ロックハートC・ジョーンズO・ギーエンG・ウィリアムズA・ジョーンズB・ジョーダン（なし） |
| 1                        | 二                       | C・ノブロック            | 右                       | D・コーンJ・ジラルディT・マルティ · ネスC・ノブロックS・ブロシアスD・ジーターR・レディB・ウィリアムスP・オニール（なし） | 1                      | 左                     | G・ウィリアムズ        | 右                     | K・ミルウッドG・マイヤーズR・クレスコK・ロックハートC・ジョーンズO・ギーエンG・ウィリアムズA・ジョーンズB・ジョーダン（なし） |
| 2                        | 遊                       | D・ジーター              | 右                       | D・コーンJ・ジラルディT・マルティ · ネスC・ノブロックS・ブロシアスD・ジーターR・レディB・ウィリアムスP・オニール（なし） | 2                      | 遊                     | O・ギーエン            | 左                     | K・ミルウッドG・マイヤーズR・クレスコK・ロックハートC・ジョーンズO・ギーエンG・ウィリアムズA・ジョーンズB・ジョーダン（なし） |
| 3                        | 右                       | P・オニール              | 左                       | D・コーンJ・ジラルディT・マルティ · ネスC・ノブロックS・ブロシアスD・ジーターR・レディB・ウィリアムスP・オニール（なし） | 3                      | 三                     | C・ジョーンズ          | 両                     | K・ミルウッドG・マイヤーズR・クレスコK・ロックハートC・ジョーンズO・ギーエンG・ウィリアムズA・ジョーンズB・ジョーダン（なし） |
| 4                        | 中                       | B・ウィリアムス          | 両                       | D・コーンJ・ジラルディT・マルティ · ネスC・ノブロックS・ブロシアスD・ジーターR・レディB・ウィリアムスP・オニール（なし） | 4                      | 右                     | B・ジョーダン          | 右                     | K・ミルウッドG・マイヤーズR・クレスコK・ロックハートC・ジョーンズO・ギーエンG・ウィリアムズA・ジョーンズB・ジョーダン（なし） |
| 5                        | 一                       | T・マルティネス          | 左                       | D・コーンJ・ジラルディT・マルティ · ネスC・ノブロックS・ブロシアスD・ジーターR・レディB・ウィリアムスP・オニール（なし） | 5                      | 一                     | R・クレスコ            | 左                     | K・ミルウッドG・マイヤーズR・クレスコK・ロックハートC・ジョーンズO・ギーエンG・ウィリアムズA・ジョーンズB・ジョーダン（なし） |
| 6                        | 左                       | R・レディ                | 左                       | D・コーンJ・ジラルディT・マルティ · ネスC・ノブロックS・ブロシアスD・ジーターR・レディB・ウィリアムスP・オニール（なし） | 6                      | 二                     | K・ロックハート        | 左                     | K・ミルウッドG・マイヤーズR・クレスコK・ロックハートC・ジョーンズO・ギーエンG・ウィリアムズA・ジョーンズB・ジョーダン（なし） |
| 7                        | 三                       | S・ブロシアス            | 右                       | D・コーンJ・ジラルディT・マルティ · ネスC・ノブロックS・ブロシアスD・ジーターR・レディB・ウィリアムスP・オニール（なし） | 7                      | 捕                     | G・マイヤーズ          | 左                     | K・ミルウッドG・マイヤーズR・クレスコK・ロックハートC・ジョーンズO・ギーエンG・ウィリアムズA・ジョーンズB・ジョーダン（なし） |
| 8                        | 捕                       | J・ジラルディ            | 右                       | D・コーンJ・ジラルディT・マルティ · ネスC・ノブロックS・ブロシアスD・ジーターR・レディB・ウィリアムスP・オニール（なし） | 8                      | 中                     | A・ジョーンズ          | 右                     | K・ミルウッドG・マイヤーズR・クレスコK・ロックハートC・ジョーンズO・ギーエンG・ウィリアムズA・ジョーンズB・ジョーダン（なし） |
| 9                        | 投                       | D・コーン                | 左                       | D・コーンJ・ジラルディT・マルティ · ネスC・ノブロックS・ブロシアスD・ジーターR・レディB・ウィリアムスP・オニール（なし） | 9                      | 投                     | K・ミルウッド          | 右                     | K・ミルウッドG・マイヤーズR・クレスコK・ロックハートC・ジョーンズO・ギーエンG・ウィリアムズA・ジョーンズB・ジョーダン（なし） |
| 先発投手                 | 先発投手                 | 先発投手                 | 投球                     | D・コーンJ・ジラルディT・マルティ · ネスC・ノブロックS・ブロシアスD・ジーターR・レディB・ウィリアムスP・オニール（なし） | 先発投手               | 先発投手               | 先発投手               | 投球                   | K・ミルウッドG・マイヤーズR・クレスコK・ロックハートC・ジョーンズO・ギーエンG・ウィリアムズA・ジョーンズB・ジョーダン（なし） |
| D・コーン                | D・コーン                | D・コーン                | 右                       | D・コーンJ・ジラルディT・マルティ · ネスC・ノブロックS・ブロシアスD・ジーターR・レディB・ウィリアムスP・オニール（なし） | K・ミルウッド          | K・ミルウッド          | K・ミルウッド          | 右                     | K・ミルウッドG・マイヤーズR・クレスコK・ロックハートC・ジョーンズO・ギーエンG・ウィリアムズA・ジョーンズB・ジョーダン（なし） |

### 第3戦 10月26日
- ヤンキー・スタジアム（ニューヨーク州ニューヨーク市ブロンクス区）

|                          | 1 | 2 | 3 | 4 | 5 | 6 | 7 | 8 | 9 | 10 | R | H  | E |
| ------------------------ | - | - | - | - | - | - | - | - | - | -- | - | -- | - |
| アトランタ・ブレーブス   | 1 | 0 | 3 | 1 | 0 | 0 | 0 | 0 | 0 | 0  | 5 | 14 | 1 |
| ニューヨーク・ヤンキース | 1 | 0 | 0 | 0 | 1 | 0 | 1 | 2 | 0 | 1x | 6 | 9  | 0 |

1. 勝利：マリアノ・リベラ（1勝1S）
2. 敗戦：マイク・レムリンジャー（1敗）
3. 本塁打
NYY：チャド・カーティス1号ソロ・2号ソロ、ティノ・マルティネス1号ソロ、チャック・ノブロック1号2ラン
4. 審判
［球審］スティーブ・リプリー（NL）
［塁審］一塁: デリル・カズンズ（AL）、二塁: ジェリー・デービス（NL）、三塁: ジム・ジョイス（AL）
［外審］左翼: ランディ・マーシュ（NL）、右翼: ロッキー・ロー（AL）
5. 試合開始時刻: 東部夏時間（UTC-4）午後8時20分  試合時間: 3時間16分  観客: 5万6794人  気温: 62°F（16.7°C）
詳細: Baseball-Reference.com

| アトランタ・ブレーブス | アトランタ・ブレーブス | アトランタ・ブレーブス | アトランタ・ブレーブス | アトランタ・ブレーブス                                                                                                 | ニューヨーク・ヤンキース | ニューヨーク・ヤンキース | ニューヨーク・ヤンキース | ニューヨーク・ヤンキース | ニューヨーク・ヤンキース |
| ---------------------- | ---------------------- | ---------------------- | ---------------------- | --- | ------------------------ | ------------------------ | ------------------------ | ------------------------ | --- |
| 打順                   | 守備                   | 選手                   | 打席                   | T・グラビンE・ペレスB・ハンターB・ブーンC・ジョーンズW・ワイスG・ウィリアムズA・ジョーンズB・ジョーダンJ・ヘルナンデス | 打順                     | 守備                     | 選手                     | 打席                     | A・ペティットJ・ジラルディT・マルティ · ネスC・ノブロックS・ブロシアスD・ジーターC・カーティスB・ウィリアムスP・オニールC・デービス |
| 1                      | 左                     | G・ウィリアムズ        | 右                     | T・グラビンE・ペレスB・ハンターB・ブーンC・ジョーンズW・ワイスG・ウィリアムズA・ジョーンズB・ジョーダンJ・ヘルナンデス | 1                        | 二                       | C・ノブロック            | 右                       | A・ペティットJ・ジラルディT・マルティ · ネスC・ノブロックS・ブロシアスD・ジーターC・カーティスB・ウィリアムスP・オニールC・デービス |
| 2                      | 二                     | B・ブーン              | 右                     | T・グラビンE・ペレスB・ハンターB・ブーンC・ジョーンズW・ワイスG・ウィリアムズA・ジョーンズB・ジョーダンJ・ヘルナンデス | 2                        | 遊                       | D・ジーター              | 右                       | A・ペティットJ・ジラルディT・マルティ · ネスC・ノブロックS・ブロシアスD・ジーターC・カーティスB・ウィリアムスP・オニールC・デービス |
| 3                      | 三                     | C・ジョーンズ          | 両                     | T・グラビンE・ペレスB・ハンターB・ブーンC・ジョーンズW・ワイスG・ウィリアムズA・ジョーンズB・ジョーダンJ・ヘルナンデス | 3                        | 右                       | P・オニール              | 左                       | A・ペティットJ・ジラルディT・マルティ · ネスC・ノブロックS・ブロシアスD・ジーターC・カーティスB・ウィリアムスP・オニールC・デービス |
| 4                      | 右                     | B・ジョーダン          | 右                     | T・グラビンE・ペレスB・ハンターB・ブーンC・ジョーンズW・ワイスG・ウィリアムズA・ジョーンズB・ジョーダンJ・ヘルナンデス | 4                        | 中                       | B・ウィリアムス          | 両                       | A・ペティットJ・ジラルディT・マルティ · ネスC・ノブロックS・ブロシアスD・ジーターC・カーティスB・ウィリアムスP・オニールC・デービス |
| 5                      | 中                     | A・ジョーンズ          | 右                     | T・グラビンE・ペレスB・ハンターB・ブーンC・ジョーンズW・ワイスG・ウィリアムズA・ジョーンズB・ジョーダンJ・ヘルナンデス | 5                        | DH                       | C・デービス              | 両                       | A・ペティットJ・ジラルディT・マルティ · ネスC・ノブロックS・ブロシアスD・ジーターC・カーティスB・ウィリアムスP・オニールC・デービス |
| 6                      | DH                     | J・ヘルナンデス        | 右                     | T・グラビンE・ペレスB・ハンターB・ブーンC・ジョーンズW・ワイスG・ウィリアムズA・ジョーンズB・ジョーダンJ・ヘルナンデス | 6                        | 一                       | T・マルティネス          | 左                       | A・ペティットJ・ジラルディT・マルティ · ネスC・ノブロックS・ブロシアスD・ジーターC・カーティスB・ウィリアムスP・オニールC・デービス |
| 7                      | 捕                     | E・ペレス              | 右                     | T・グラビンE・ペレスB・ハンターB・ブーンC・ジョーンズW・ワイスG・ウィリアムズA・ジョーンズB・ジョーダンJ・ヘルナンデス | 7                        | 三                       | S・ブロシアス            | 右                       | A・ペティットJ・ジラルディT・マルティ · ネスC・ノブロックS・ブロシアスD・ジーターC・カーティスB・ウィリアムスP・オニールC・デービス |
| 8                      | 一                     | B・ハンター            | 右                     | T・グラビンE・ペレスB・ハンターB・ブーンC・ジョーンズW・ワイスG・ウィリアムズA・ジョーンズB・ジョーダンJ・ヘルナンデス | 8                        | 左                       | C・カーティス            | 右                       | A・ペティットJ・ジラルディT・マルティ · ネスC・ノブロックS・ブロシアスD・ジーターC・カーティスB・ウィリアムスP・オニールC・デービス |
| 9                      | 遊                     | W・ワイス              | 両                     | T・グラビンE・ペレスB・ハンターB・ブーンC・ジョーンズW・ワイスG・ウィリアムズA・ジョーンズB・ジョーダンJ・ヘルナンデス | 9                        | 捕                       | J・ジラルディ            | 右                       | A・ペティットJ・ジラルディT・マルティ · ネスC・ノブロックS・ブロシアスD・ジーターC・カーティスB・ウィリアムスP・オニールC・デービス |
| 先発投手               | 先発投手               | 先発投手               | 投球                   | T・グラビンE・ペレスB・ハンターB・ブーンC・ジョーンズW・ワイスG・ウィリアムズA・ジョーンズB・ジョーダンJ・ヘルナンデス | 先発投手                 | 先発投手                 | 先発投手                 | 投球                     | A・ペティットJ・ジラルディT・マルティ · ネスC・ノブロックS・ブロシアスD・ジーターC・カーティスB・ウィリアムスP・オニールC・デービス |
| T・グラビン            | T・グラビン            | T・グラビン            | 左                     | T・グラビンE・ペレスB・ハンターB・ブーンC・ジョーンズW・ワイスG・ウィリアムズA・ジョーンズB・ジョーダンJ・ヘルナンデス | A・ペティット            | A・ペティット            | A・ペティット            | 左                       | A・ペティットJ・ジラルディT・マルティ · ネスC・ノブロックS・ブロシアスD・ジーターC・カーティスB・ウィリアムスP・オニールC・デービス |

### 第4戦 10月27日
- ヤンキー・スタジアム（ニューヨーク州ニューヨーク市ブロンクス区）

|                          | 1 | 2 | 3 | 4 | 5 | 6 | 7 | 8 | 9 | R | H | E |
| ------------------------ | - | - | - | - | - | - | - | - | - | - | - | - |
| アトランタ・ブレーブス   | 0 | 0 | 0 | 0 | 0 | 0 | 0 | 1 | 0 | 1 | 5 | 0 |
| ニューヨーク・ヤンキース | 0 | 0 | 3 | 0 | 0 | 0 | 0 | 1 | X | 4 | 8 | 0 |

1. 勝利：ロジャー・クレメンス（1勝）
2. セーブ：マリアノ・リベラ（1勝2S）
3. 敗戦：ジョン・スモルツ（1敗）
4. 本塁打
NYY：ジム・レイリッツ1号ソロ
5. 審判
［球審］デリル・カズンズ（AL）
［塁審］一塁: ジェリー・デービス（NL）、二塁: ジム・ジョイス（AL）、三塁: ランディ・マーシュ（NL）
［外審］左翼: ロッキー・ロー（AL）、右翼: スティーブ・リプリー（NL）
6. 試合開始時刻: 東部夏時間（UTC-4）午後8時20分  試合時間: 2時間58分  観客: 5万6752人  気温: 52°F（11.1°C）
詳細: Baseball-Reference.com

| アトランタ・ブレーブス | アトランタ・ブレーブス | アトランタ・ブレーブス | アトランタ・ブレーブス | アトランタ・ブレーブス                                                                                                 | ニューヨーク・ヤンキース | ニューヨーク・ヤンキース | ニューヨーク・ヤンキース | ニューヨーク・ヤンキース | ニューヨーク・ヤンキース |
| ---------------------- | ---------------------- | ---------------------- | ---------------------- | --- | ------------------------ | ------------------------ | ------------------------ | ------------------------ | --- |
| 打順                   | 守備                   | 選手                   | 打席                   | J・スモルツE・ペレスR・クレスコB・ブーンC・ジョーンズW・ワイスG・ウィリアムズA・ジョーンズB・ジョーダンK・ロックハート | 打順                     | 守備                     | 選手                     | 打席                     | R・クレメンスJ・ポサダT・マルティ · ネスC・ノブロックS・ブロシアスD・ジーターR・レディB・ウィリアムスP・オニールD・ストロベリー |
| 1                      | 左                     | G・ウィリアムズ        | 右                     | J・スモルツE・ペレスR・クレスコB・ブーンC・ジョーンズW・ワイスG・ウィリアムズA・ジョーンズB・ジョーダンK・ロックハート | 1                        | 二                       | C・ノブロック            | 右                       | R・クレメンスJ・ポサダT・マルティ · ネスC・ノブロックS・ブロシアスD・ジーターR・レディB・ウィリアムスP・オニールD・ストロベリー |
| 2                      | 二                     | B・ブーン              | 右                     | J・スモルツE・ペレスR・クレスコB・ブーンC・ジョーンズW・ワイスG・ウィリアムズA・ジョーンズB・ジョーダンK・ロックハート | 2                        | 遊                       | D・ジーター              | 右                       | R・クレメンスJ・ポサダT・マルティ · ネスC・ノブロックS・ブロシアスD・ジーターR・レディB・ウィリアムスP・オニールD・ストロベリー |
| 3                      | 三                     | C・ジョーンズ          | 両                     | J・スモルツE・ペレスR・クレスコB・ブーンC・ジョーンズW・ワイスG・ウィリアムズA・ジョーンズB・ジョーダンK・ロックハート | 3                        | 右                       | P・オニール              | 左                       | R・クレメンスJ・ポサダT・マルティ · ネスC・ノブロックS・ブロシアスD・ジーターR・レディB・ウィリアムスP・オニールD・ストロベリー |
| 4                      | 右                     | B・ジョーダン          | 右                     | J・スモルツE・ペレスR・クレスコB・ブーンC・ジョーンズW・ワイスG・ウィリアムズA・ジョーンズB・ジョーダンK・ロックハート | 4                        | 中                       | B・ウィリアムス          | 両                       | R・クレメンスJ・ポサダT・マルティ · ネスC・ノブロックS・ブロシアスD・ジーターR・レディB・ウィリアムスP・オニールD・ストロベリー |
| 5                      | 一                     | R・クレスコ            | 左                     | J・スモルツE・ペレスR・クレスコB・ブーンC・ジョーンズW・ワイスG・ウィリアムズA・ジョーンズB・ジョーダンK・ロックハート | 5                        | 一                       | T・マルティネス          | 左                       | R・クレメンスJ・ポサダT・マルティ · ネスC・ノブロックS・ブロシアスD・ジーターR・レディB・ウィリアムスP・オニールD・ストロベリー |
| 6                      | DH                     | K・ロックハート        | 左                     | J・スモルツE・ペレスR・クレスコB・ブーンC・ジョーンズW・ワイスG・ウィリアムズA・ジョーンズB・ジョーダンK・ロックハート | 6                        | DH                       | D・ストロベリー          | 左                       | R・クレメンスJ・ポサダT・マルティ · ネスC・ノブロックS・ブロシアスD・ジーターR・レディB・ウィリアムスP・オニールD・ストロベリー |
| 7                      | 捕                     | E・ペレス              | 右                     | J・スモルツE・ペレスR・クレスコB・ブーンC・ジョーンズW・ワイスG・ウィリアムズA・ジョーンズB・ジョーダンK・ロックハート | 7                        | 捕                       | J・ポサダ                | 両                       | R・クレメンスJ・ポサダT・マルティ · ネスC・ノブロックS・ブロシアスD・ジーターR・レディB・ウィリアムスP・オニールD・ストロベリー |
| 8                      | 中                     | A・ジョーンズ          | 右                     | J・スモルツE・ペレスR・クレスコB・ブーンC・ジョーンズW・ワイスG・ウィリアムズA・ジョーンズB・ジョーダンK・ロックハート | 8                        | 左                       | R・レディ                | 左                       | R・クレメンスJ・ポサダT・マルティ · ネスC・ノブロックS・ブロシアスD・ジーターR・レディB・ウィリアムスP・オニールD・ストロベリー |
| 9                      | 遊                     | W・ワイス              | 両                     | J・スモルツE・ペレスR・クレスコB・ブーンC・ジョーンズW・ワイスG・ウィリアムズA・ジョーンズB・ジョーダンK・ロックハート | 9                        | 三                       | S・ブロシアス            | 右                       | R・クレメンスJ・ポサダT・マルティ · ネスC・ノブロックS・ブロシアスD・ジーターR・レディB・ウィリアムスP・オニールD・ストロベリー |
| 先発投手               | 先発投手               | 先発投手               | 投球                   | J・スモルツE・ペレスR・クレスコB・ブーンC・ジョーンズW・ワイスG・ウィリアムズA・ジョーンズB・ジョーダンK・ロックハート | 先発投手                 | 先発投手                 | 先発投手                 | 投球                     | R・クレメンスJ・ポサダT・マルティ · ネスC・ノブロックS・ブロシアスD・ジーターR・レディB・ウィリアムスP・オニールD・ストロベリー |
| J・スモルツ            | J・スモルツ            | J・スモルツ            | 右                     | J・スモルツE・ペレスR・クレスコB・ブーンC・ジョーンズW・ワイスG・ウィリアムズA・ジョーンズB・ジョーダンK・ロックハート | R・クレメンス            | R・クレメンス            | R・クレメンス            | 右                       | R・クレメンスJ・ポサダT・マルティ · ネスC・ノブロックS・ブロシアスD・ジーターR・レディB・ウィリアムスP・オニールD・ストロベリー |